# Nové Strašecí (nádraží)
Nové Strašecí je železniční stanice v Novém Strašecí v rakovnickém okrese ve Středočeském kraji.
Stanice leží poněkud stranou samotného města v nadmořské výšce 430 m.
Na nádraží je možné zakoupit jízdenky na všechny typy vlaků včetně mezinárodních.

## Železniční tratě
- 120 Praha – Kladno – Lužná u Rakovníka – Rakovník